# سرعت دهانه

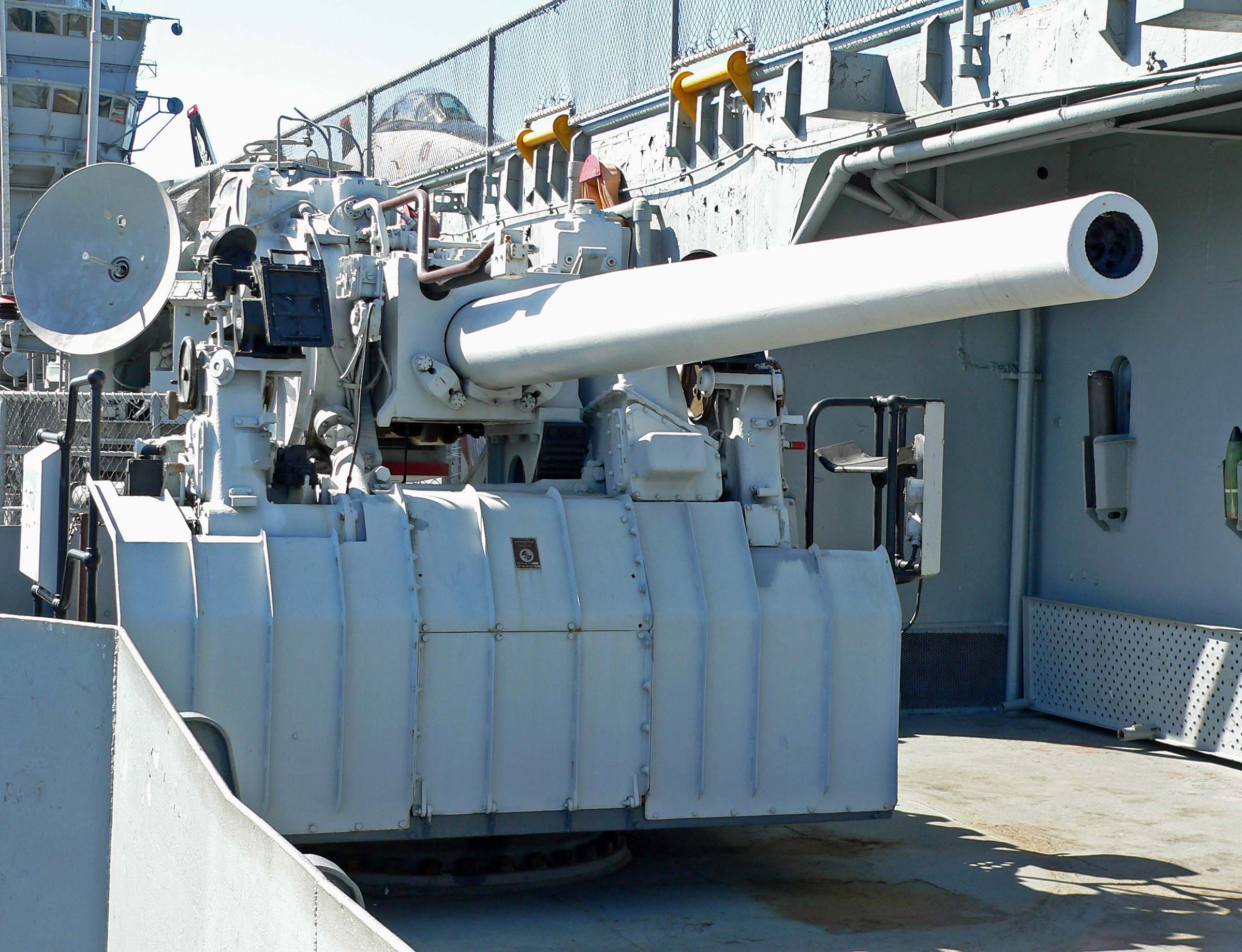
سلاح هورنت ، ازتش ایالات متحده

سرعتِ دهانه (به انگلیسی: Muzzle velocity)، سرعت پرتابگاه یا سرعت سر تفنگ، سرعت آغازین گلوله هنگام خروج از دهانه لوله است. سرعت دهانه به سرعت یک پرتابه (گلوله، ساچمه بادی، ساچمه، خمپاره و …) بلافاصله پس از خروج از انتهای لوله تفنگ گفته می‌شود.
این سرعت در سلاح‌های گرم از حدود ۱۲۰ تا ۳۷۰ متر بر ثانیه برای تفنگ‌های فتیله‌ای و تا سرعت بیش از ۱۲۰۰ متر بر ثانیه در تفنگ‌های امروزی می‌باشد. ناسا برای شبیه‌سازی برخورد زباله‌های فضایی مداری با سفینه‌ها و فضاپیماها، پرتابه‌هایی را توسط تفنگ نوری-گازی با سرعتی که تا ۸۵۰۰ متر بر ثانیه می‌رسد شلیک می‌کند.

## سرعت پرتابه
برای پرتابه‌های بدون پیشران یا نیروی محرکه دائمی سرعت پرتابه در لحظه خروج از انتهای لوله (دهانه) بیشترین مقدار است و به دلیل مقاومت هوای کرهٔ زمین به تدریج کم‌تر می‌شود. پرتابه‌هایی که کمتر از سرعت صوت (حدود ۳۴۰ متر بر ثانیه در هوای خشک در سطح دریا حرکت می‌کنند) فروصوت و آن‌هایی که سریع‌تر حرکت می‌کنند فراصوت هستند و بنابراین می‌توانند مسافت قابل توجهی را حتی قبل از رسیدن صدای شلیک به ناظر نزدیک به یک هدف اصابت کنند. سرعت پرتابه در هوا بستگی به عوامل مختلفی مانند فشار جو، رطوبت، دمای هوا و سرعت باد دارد.